# Octant (constellation)
Octans
Pour les articles homonymes, voir OCT et Octant.
L'Octant est une constellation de l'hémisphère sud. L'une de ses étoiles, Polaris Australis (σ Octantis), est l'étoile visible à l'œil nu la plus proche du pôle sud céleste.

## Histoire
La constellation de l'Octant fut créée par Nicolas-Louis de Lacaille en 1752 avec 13 autres constellations afin de remplir les derniers pans de ciel austral sans dénomination. Elle est nommée comme les autres d'après un appareil scientifique : l'octant est un instrument de navigation permettant de connaître sa position.

## Étoiles principales

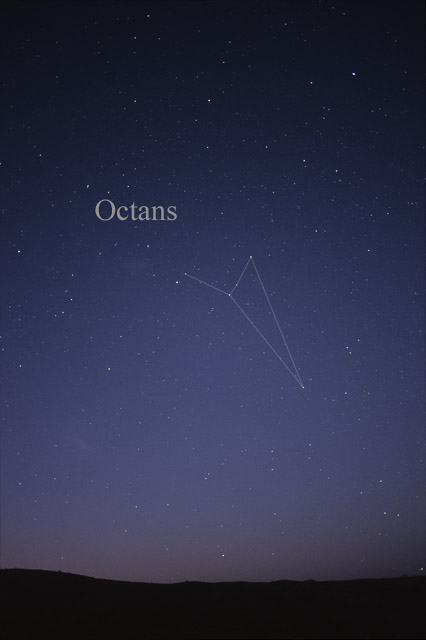
Constellation de l'Octant.

### Polaris Australis (σOctantis)
Polaris Australis (σ Octantis), une étoile géante blanche-jaune (de type spectral F0III), est éloignée à l'heure actuelle du pôle sud céleste de 1°2'24". Elle a une magnitude apparente de 5,45 et est donc à peine visible à l'œil nu. Elle n'est donc pratiquement d'aucune utilité pour déterminer le pôle sud céleste (la constellation de la Croix du Sud remplit bien mieux cet office lorsqu'elle est visible).

### Autres étoiles
L'étoile la plus brillante de la constellation est ν Octantis, une géante rouge de magnitude apparente de 3,73.

## Objets célestes
La constellation de l'Octant contient l'amas ouvert Mel 227 et les galaxies IC 4333, IC 4864, IC 4912, NGC 2573, NGC 6438 et NGC 7098.